# Mrđanovci (Republika Serbska)
Mrđanovci (cyr. Мрђановци) – wieś w Bośni i Hercegowinie, w Republice Serbskiej, w gminie Kupres. W 2013 roku liczyła 84 mieszkańców.